# Корольов Віктор Іванович
Корольов Віктор Іванович (рос. Королёв Виктор Иванович, нар. 26 липня 1961, Тайшет) — автор-виконавець російського шансону.

## Біографія
Народився в місті Тайшет, Іркутської області. Після 9 класу середньої школи вступив до музичного училища м. Калуги по класу фортепіано, де і навчався з 1977 по 1981 р. Закінчив училище з відзнакою. У 1981 році намагався вступати до театрального інституту, але не зміг, у зв'язку з чим був призваний до лав Радянської Армії. Служив у Білорусі, у ракетних військах — рядовим. Грав у штабному оркестрі.
Відслуживши і звільнившись у запас, вступив до Театрального інституту ім. М. С. Щепкіна. По закінченні інституту прийшов в музичний театр під керівництвом Юрія Шерлінга. У цей момент його запрошують зніматися в кіно, фільм марокканського кінорежисера Сухейля Бен Барка. Зйомкам у цьому фільмі він присвятив рік, після чого знявся ще у двох фільмах режисера Рейна Лібліка «Силует у вікні напроти» і «Граємо «Зомбі»». Тоді ж була записана вінілова платівка «Бродвей на Тверской».
У 1992 році Віктор отримує запрошення від румунського телебачення в місто Брашов на Міжнародний фестиваль естрадної пісні «Золотий Олень», де став дипломантом. Після цього робилося багато записів. Записувались пісні різних композиторів. У 1996 році записаний альбом «Базар-Вокзал», який у 1997 році випущений студією «Союз». У той же час знімається кліп «Базар-Вокзал». У 2004 році виходить DVD під назвою «Московский озорной гуляка» укр. Московський пустотливий гуляка. У цей DVD увійшли найкращі кліпи Віктора Корольова в періоди з 1997 по 2004 роки.
Веде активну творчу діяльність в Росії і країнах СНД. Учасник щорічної національної премії Шансон року в Кремлі 26 березня 2011 р.

## Дискографія
- 1994 — «Бродвей на Тверской»
- 1997 — «Базар-вокзал»
- 1998 — «Любовь окаянная»
- 1998 — «Пьяная вишня»
- 1999 — «А я бухой»
- 2000 — «За любовь»
- 2002 — «Белая сирень»
- 2003 — «Зашибись»
- 2003 — «Украденная ночь»
- 2004 — «Укушу»
- 2004 — «Ля-ля-тополя»
- 2004 — DVD Московский озорной гуляка
- 2005 — «Здравствуйте, гости!»
- 2006 — «Лимончики»
- 2006 — «Чёрным вороном»
- 2007 — «Шумел камыш»
- 2008 — «Горячий поцелуй»
- 2009 — «Букет из белых роз»
- 2010 — «За твою красивую улыбку»
- 2010 — Расцвела Черемуха
- 2011 — Роман
- 2011 — Хрустальный замок
- 2012 — Я брошу жизнь к твоим ногам…